# Горизонтальная восьмёрка
Горизонтальная восьмёрка — фигура простого пилотажа, представляет собой замкнутую траекторию в горизонтальной плоскости, комбинацию двух виражей, правого и левого, без потери и без набора высоты.
Восьмёрка выполняется так же, как и вираж. При выполнении правого виража двигатель должен работать на более низких оборотах, чем при выполнении левого. В конечном итоге, это зависит от конструкции самолёта и, соответственно, от направления вращения винтомоторной группы.